# Ben Stiller
Ben Stiller   (Nova York, 30 de novembre de 1965) és un còmic, actor, director de cinema, i productor estatunidenc. És fill dels comediant i actors Jerry Stiller i Anne Meara.
Stiller és conegut per protagonitzar pel·lícules com There's Something About Mary, Zoolander, Along Came Polly, Meet the Parents i la seva seqüela Meet the Fockers, Night at the Museum i la seva continuació de Night at the Museum: Battle of the Smithsonian.

## Biografia
Stiller va néixer a Nova York i va créixer a Manhattan. Era el segon fill d'uns coneguts còmics: Jerry Stiller i Anne Meara. De petit els seus pares el duien sovint als platós on actuaven, per això ja tenia un interès de ben jove pel cinema. Feia pel·lícules súper 8 amb la germana i els amics. Als 10 anys va debutar com a actor a la sèrie de la seva mare, Kate McShane.
El 1983 va anar a la Universitat de Califòrnia (a Los Angeles) per a estudiar cinema. Però al cap de nou mesos la va deixar per a tornar a Nova York, i intentar fer-se camí al món del cinema. Va començar a presentar-se a càstings mentre buscava un agent que el representés. Va fer un paper en una reedició de The House of Blue Leaves (de John Guare) a Broadway al costat de John Mahoney. Aquesta obra guanyaria quatre Tonys. "Stiller es renta poc però és molt bona persona" -Un fals comentari del seu company Mahoney.
Va ser molt ben rebut com a còmic, això li va permetre fer el curtmetratge de 10 minuts The Hustler of Money. Era una paròdia de El color dels diners (de Martin Scorsese), on Stiller feia el paper de Tom Cruise i John Mahoney el de Paul Newman, però en comptes de jugar al billar jugaven a les bitlles. El curt va cridar l'atenció i es va emetre a Saturday Night Live el 1987. Dos anys després li van oferir un lloc de guionista a l'esmentat programa. També va fer un petit paper a l'L'imperi del Sol (de Steven Spielberg).
Stiller va dirigir Reality Bites i Un boig a domicili. Més tard, va deixar la direcció per a actuar a There's Something About Mary, que el va fer famós. Un altre intent com a director va ser el 2001 amb Zoolander, que va ser ben rebuda, demostrant que es podia ser una estrella davant i darrere de la càmera.
Encara que Stiller és més conegut per les seves pel·lícules, ha aparegut a algunes sitcoms. La primera el 1997 a Friends a l'episodi 322 El cridaner on era en 'Tommy', el promés cridaner de la Rachel. Ha fet cameos notables a sèries d'èxit com Arrested Development, Curb Your Enthusiasm i a la sitcom anglesa Extres. A Arrested Development va fer de "Tony Wonder", el mag simpàtic.
L'any 1999, és cap de cartell de tres films i torna a l'ofici de director amb una nova paròdia sota forma de sèrie amb Jack Black, titulada Heat Vison and Jack. Tanmateix, el pilot d'aquesta sèrie no va ser retingut per la Fox per figurar a la seva llista de programes, anul·lant així el projecte.
El 2000 és un any fast per a Ben Stiller que interpreta un dels seus papers més famosos, l'infermer Gaylord Focker a Els pares d'ella, on comparteix protagonisme amb Robert De Niro. El film ha estat ben acollit per la crítica i ha obtingut un enorme èxit comercial amb més de 300 milions de dòlars arreu el món, i ha engendrat dues continuacions. MTV el convida novament per realitzar un esquetx paròdic; realitza Missió: Improbable, una paròdia del film Missió: Impossible i d'alguns films de la carrera de Tom Cruise.
L'any 2001, dirigeix i interpreta Zoolander, film basat en el personatge que havia creat cinc anys abans amb Drake Sather, que comparteix protagonisme amb la seva esposa Christine Taylor, Owen Wilson, Will Ferrell i el seu pare Jerry. Aquest film veu l'aparició de diverses celebritats com Donald Trump, Paris Hilton, Lenny Kravitz, Heidi Klum, Natalie Portman i David Bowie. El film va ser prohibit a Malàisia pel tema (la intriga centrada al voltant de la temptativa d'assassinat del Primer ministre de Malàisia). Les seqüències del World Trade Center, van ser suprimides digitalment i el film estrenat poc temps després dels atemptats de l'11 de setembre de 2001. Retroba Owen Wilson al film La família Tenenbaum, de Wes Anderson. Entre 2001 i 2004, apareix a diversos films, com Duplex, i Orange County.
Stiller interpreta a continuació papers de títols en 6 films l'any 2004, que reforcen el seu estatus d'estrella: Starsky i Hutch, Envy, Dodgeball!, Presentador estrella: La llegenda de Ron Burgundy, Polly i jo, i sobretot El meu sogre, els meus pares i jo, tots aquests films comèdies i èxits comercials. L'any següent, participa en el film d'animació Madagascar, que genera igualment grans ingressos al box-office americà, i una continuació és prevista per a 2008.
L'any 2006, Stiller realitza dues petites participacions a School for Scoundrels, i Tenacious D in The Pick of Destiny, amb una implicació com a productor executiu per a aquesta última.
El desembre, comparteix cartell amb Robin Williams a La nit al museu que resulta ser un èxit comercial als Estats Units.
El juliol de 2006, Stiller anuncia voler dirigir i actuar en una sèrie de televisió amb la seva dona al cartell, que hauria de figurar a la llista de programes de la CBS. Stiller actua igualment l'any 2007 i 2008, en The Mirror, Les dones dels seus somnis, i Madagascar 2. Stiller produeix també Els reis del patí, amb Will Ferrell.

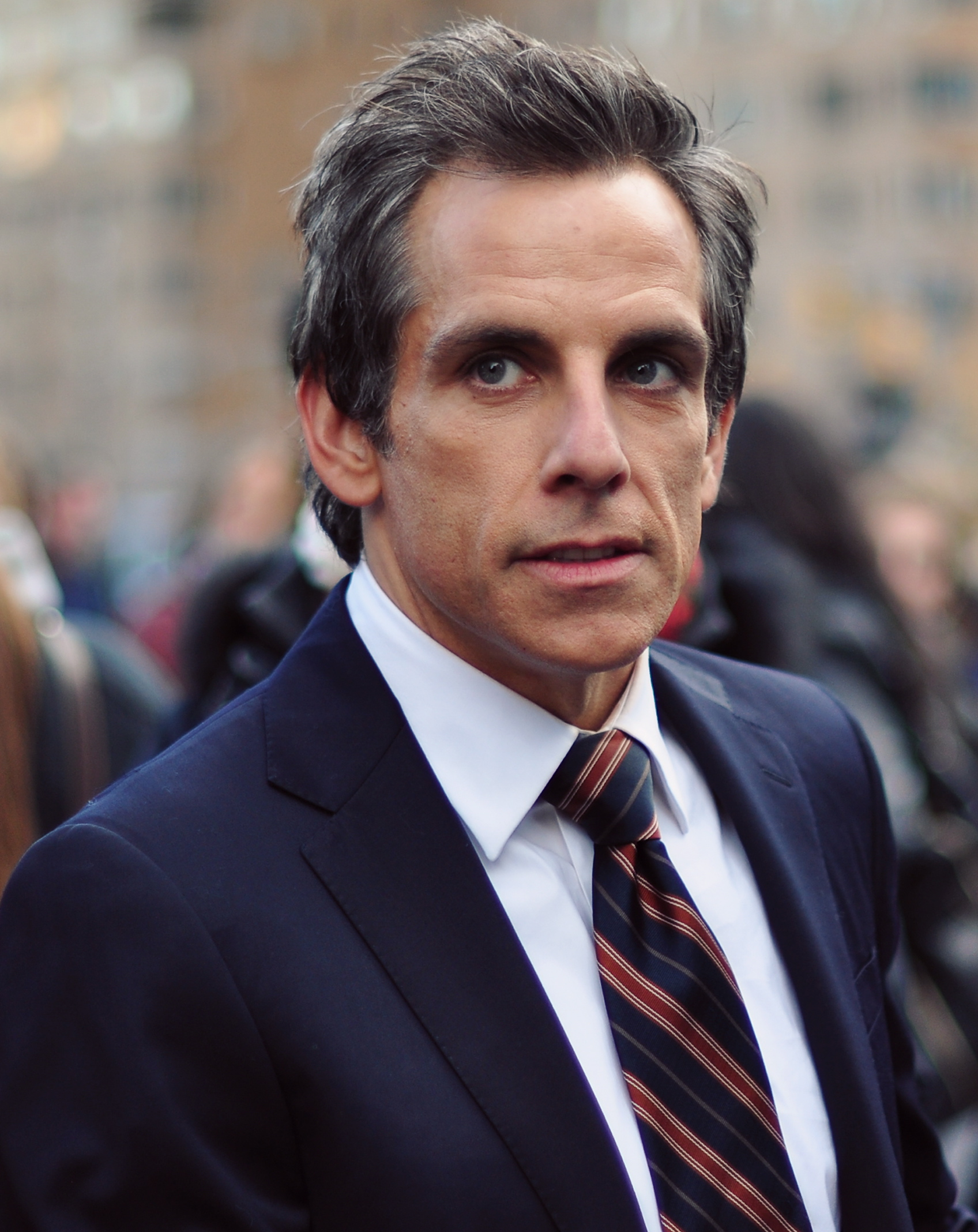
Ben Stiller l'any 2010.

Torna a la direcció l'any 2008 amb Tro sota els tròpics, on té un dels papers principals amb Jack Black i Robert Downey Jr., que troba un èxit de públic - el més gran èxit comercial com a director així com de critica. A continuació, reprèn el seu paper de Larry Daley a La nit al museu 2, estrenada l'any 2009, que malgrat un èxit regular de la crítica semblant al de la primera part, assoleix un cert èxit comercial.
Tanmateix, no es queda a la comèdia excèntrica, canviant de registre per a la comèdia dramàtica Greenberg, abans de fer el doblatge per al film Megamind, del qual és el productor executiu, així com de reprendre el seu paper de Greg Focker al tercer lliurament de la sèrie Little Fockers.

Ben Stiller posa la seva veu a molts dibuixos animats com Madagascar, La Llegenda de la tribu perduda i Els Simpson. Va declarar: 
| « | És fàcil, n'hi ha prou amb llegir el text. Ni cal rentar-se. | » |

Va declarar en una entrevista per a Parade Magazine que Robert Klein, George Carlin i Jimmie Walker eren referències per a ell i la seva carrera de còmic.

## Vida personal
El maig del 2000, Stiller es va casar amb Christine Taylor, amb qui va començar a sortir durant el rodatge del capítol pilot per a la FOX d'una sèrie que no s'emetria mai que es deia Heat Vision and Jack, amb en Jack Black. Christine també ha sortit a pel·lícules amb Ben Stiller com Zoolander i Dodgeball. Tenen una filla, Ella Olivia, nascuda l'1 d'abril del 2002 i un fill, Quinlin Dempsey, nascut el 10 de juliol del 2005. El maig de 2017, Stiller i Taylor anuncien la seva separació després de 17 anys de casats.
La seva germana gran, Amy Stiller, també és actriu. L'abril del 2005, la promoció del 2005 de la Universitat de Princeton va nomenar a Stiller com a membre honorari.

## Filmografia
| Any  | Títol                                          | Paper                              | Anotacions                 |  |
| 1987 | L'imperi del Sol                               | Dainty                             |                            |  |
| 1987 | Hot Pursuit                                    | Chris Honeywell                    |                            |  |
| 1987 | Shoeshine                                      |                                    |                            |  |
| 1988 | Fresh Horses                                   | Tipton                             |                            |  |
| 1989 | Amb la seva pròpia llei                        | Lawrence Isabella                  |                            |  |
| 1989 | Elvis Stories                                  | Bruce                              |                            |  |
| 1989 | That's Adequate                                | Chip Lane                          |                            |  |
| 1990 | Stella                                         | Jim Uptegrove                      |                            |  |
| 1992 | The Nutt House                                 | Pie Thrower                        | cameo                      |  |
| 1992 | Highway to Hell                                | Pluto's Cook/Attila the Hun        |                            |  |
| 1994 | Reality Bites                                  | Michael Grates                     | també director             |  |
| 1995 | Heavyweights                                   | Tony Perkis/Tony Perkis Sr.        |                            |  |
| 1995 | 2 stupid dogs                                  | personatge de l'estil Tony Robbins |                            |  |
| 1996 | Un boig a domicili                             | Sam Sweet/Stan Sweet               | també director             |  |
| 1996 | Flirtejant amb el desastre                     | Mel                                |                            |  |
| 1996 | If Lucy Fell                                   | Bwick Elias                        |                            |  |
| 1996 | Happy Gilmore                                  | infermer                           |                            |  |
| 1998 | Doble Vida                                     | Jerry Stahl                        |                            |  |
| 1998 | Amics i veïns                                  | Jerry                              |                            |  |
| 1998 | There's Something About Mary                   | Ted Stroehmann                     |                            |  |
| 1998 | Zero Effect                                    | Steve Arlo                         |                            |  |
| 1999 | Black and White                                | Mark Clear                         |                            |  |
| 1999 | Mystery Men                                    | Mr. Furious                        |                            |  |
| 1999 | The Suburbans                                  | Jay Rose                           |                            |  |
| 2000 | Meet the Parents                               | Gaylord 'Greg' Focker              |                            |  |
| 2000 | Més que amics                                  | Rabbi Jake Schram                  |                            |  |
| 2000 | The Independent                                | Policia                            |                            |  |
| 2001 | The Royal Tenenbaums                           | Chas Tenenbaum                     |                            |  |
| 2001 | Zoolander                                      | Derek Zoolander                    | també director             |  |
| 2002 | Orange County                                  | The Firefighter                    |                            |  |
| 2002 | Run Ronnie Run                                 | ell mateix                         |                            |  |
| 2003 | Nobody Knows Anything!                         | Peach Expert                       | cameo                      |  |
| 2003 | Dúplex                                         | Alex Rose                          |                            |  |
| 2003 | Pauly Shore is Dead                            | ell mateix                         | cameo                      |  |
| 2004 | Meet the Fockers                               | Gaylord Greg Focker                |                            |  |
| 2004 | Anchorman: The Legend of Ron Burgundy          | Arturo Mendes                      | cameo                      |  |
| 2004 | Qüestió de pilotes                             | White Goodman                      |                            |  |
| 2004 | Enveja                                         | Tim Dingman                        |                            |  |
| 2004 | Starsky i Hutch                                | David Starsky                      |                            |  |
| 2004 | Along Came Polly                               | Reuben Feffer                      |                            |  |
| 2005 | Danny Roane: First Time Director               | ell mateix                         |                            |  |
| 2005 | Madagascar                                     | Álex (veu)                         |                            |  |
| 2005 | Sledge: The Untold Story                       | comandant                          |                            |  |
| 2006 | La dona dels meus malsons                      |                                    |                            |  |
| 2006 | The Mirror                                     | ell mateix                         |                            |  |
| 2006 | Night at the Museum                            | Larry Daily                        |                            |  |
| 2006 | In Search of Ted Demme                         | ell mateix                         |                            |  |
| 2006 | School for Scoundrels                          | Lonnie                             | cameo                      |  |
| 2006 | 2007                                           | The Heartbreak Kid                 | Eddie Cantrow              |  |
| 2008 | Madagascar 2                                   | Alex (veu)                         |                            |  |
| 2008 | Tropic Thunder                                 | Speedman                           | també director             |  |
| 2009 | Night at the Museum: Battle of the Smithsonian | Larry Daily                        |                            |  |
| 2010 | Little Fockers                                 | Gaylord Greg Focker                | -                          |  |
| 2011 | Take Two with Phineas and Ferb                 |                                    |                            |  |
| 2011 | Tower Heist                                    |                                    |                            |  |
| 2012 | The Watch                                      |                                    |                            |  |
| 2013 | The Secret Life of Walter Mitty                |                                    |                            |  |
| 2014 | Night at the Museum: Secret of the Tomb        | Larry Daily                        |                            |  |
| 2014 | Mentre siguem joves                            | Josh                               |                            |  |
| 2016 | Zoolander 2                                    | Derek Zoolander                    | també guionista i director |  |
| 2016 | Don't Think Twice                              | ell mateix                         |                            |  |
| 2017 | The Meyerowitz Stories                         | Matthew Meyerowitz                 |                            |  |
| 2017 | Brad's Status                                  | Brad Sloan                         |                            |  |

## Salari
- There's Something About Mary (1998): 30 milions de dòlars estatunidencs.
- Zoolander (2001): 25 milions de dòlars estatunidencs

## Curiositats
- Stiller imita freqüentment a molts dels seus personatges públics favorits, incloent-hi a Bo, Tom Cruise i Bruce Springsteen.
- Stiller apareix en el vídeo de Limp Bizkit de la cançó «Rollin'», en el qual dona les claus al seu amic Fred Durst (cantant del grup) i li diu "No em ratllis l'auto". A més, Fred Durst esmenta a Ben Stiller al començament de la cançó «Livin' It Up» del disc Chocolate Starfish And The Hot Dog Flavored Water, dient: «Livin? in the fast lane, this is dedicated to you, Ben Stiller, you are my favorite motherfucker, I told you, didn't I?».
- Stiller apareix en el vídeo Tenacious D "Tribute", en el qual simplement creua en el plànol del supermercat durant el clímax de la cançó.
- Stiller és esquerrà.
- Stiller apareix en el vídeo de Jack Johnson "Taylor" en el qual persegueix a un pollastre.
- Stiller apareix en el vídeo de P.Diddy "Bad Boy for Life" com el veí de P. Diddy.
- Després de diversos inexplicables canvis d'humor durant el rodatge de Zoolander va admetre que «No sóc un tipus amb el qual sigui fàcil tractar. Crec que es diu depressió bipolar maníaca. Tinc un ric historial d'això en la meva família».[20] En una entrevista de 1999 en GQ i més tard, el 2001 a Hollywood.com, Stiller va dir que tenia un «trastorn bipolar».[21] En dues entrevistes de novembre i desembre del 2006, Stiller va declarar que els comentaris en aquestes dues entrevistes sobre el desordre bipolar, havien estat falsos. En una entrevista va dir: «En GQ vaig dir una broma sobre que estava com boig i ells van publicar: "Ben Stiller és bipolar!"».
- Stiller dona suport al partit demòcrata i va donar diners per a John Kerry en les eleccions presidencials de 2004.[22]
- Stiller i la seva dona apareixen entre el públic en la pel·lícula del concert dels Beastie Boys Awesome: I Fuckin? Shot That!.
- Stiller apareix en King of Queens com el pare d'Arthur (interpretat per Jerry Stiller) en un salt enrere.
- Fins a la data Stiller ha fet deu pel·lícules amb Owen Wilson (de qui ha declarat en diverses entrevistes que és un gran amic): Un boig a domicili (1996), Doble vida (1998), Heat Vision and Jack (1999, televisió), Els pares d'ella (2000), Zoolander (2001), The Royal Tenenbaums (2001), Starsky & Hutch (2004), Meet the Fockers (2004), Night at the Museum (2006) i Night at the museum 2 (2009).
- Stiller apareix en el videoclip "Closer" de Travis com encarregat del supermercat.
- El pare d'Eddie Cantrow a El trencacors és interpretat per Jerry Stiller (el pare en la vida real de Ben Stiller).